# ムチャブリ! わたしが社長になるなんて
『ムチャブリ! わたしが社長になるなんて』（ムチャブリ! わたしがしゃちょうになるなんて）は、2022年1月12日から3月16日まで日本テレビ系「水曜ドラマ」枠で放送されていたテレビドラマ。主演は高畑充希。

## 製作
高畑は、これまでも水曜ドラマシリーズにおいては『過保護のカホコ』『同期のサクラ』で主演を務めており、今回の水曜ドラマの主演は3年ぶりになるが、これまでの水曜ドラマで演じたキャラクターとは大きく転換し、自らもアラサーである高畑が「30歳のOL、出世欲なし、彼氏なし、今のままでいいのか?」と思い悩む、等身大のキャラクターを演じるという。

## あらすじ
高梨雛子は、ベンチャー企業・リレーションゲートで「出世欲なし」「争いごとは嫌い」「目立たず、仕事はほどほどに」をモットーにしていた社長秘書であり、カリスマ性のある社長の浅海寛人の直感で動く「無茶ぶり」に振り回され、入社から6年間にわたり彼氏なしのまま三十路を迎える。
しかし、クリスマスイブの夜、浅海から社内で募集していた新規事業の企画に応募するように命じられる。これにも無茶ぶりに振り回された雛子は、数年前に出した企画書に、「平成」と書かれたものを「令和」に書き換えるだけで提出したところ、この企画が採用されてしまい、その挙句子会社設立会見の場で、雛子が突然社長に任命されてしまった。浅海は、創業50年を迎える老舗のフレンチレストランのリニューアルを図るように雛子に命じる。
さらに部下として入社した野心家の大牙涼も、新規事業に応募していたが、雛子に負けたことには納得していなかった。そして雛子と大牙らはそのレストランへと向かうが、浅海によって買収されていたことに気づいていなかった。

## キャスト

### 主要人物
高梨雛子（たかなし ひなこ）〈30〉
演 - 高畑充希
「株式会社リレーション・ゲート」総務部秘書課→「株式会社リレーション・フーズ」代表取締役社長→「株式会社リレーション・ゲート」代表取締役社長（最終話）
ベンチャー企業「リレーション・ゲート」の代表取締役社長・浅海寛人の担当秘書を長年務めてきたが、彼から提出するように言われていた新規事業の企画書を以前提出した案の年号の部分を書き換えただけで提出したところ、その案が採用されることとなり、新たに設立された子会社「リレーション・フーズ」の社長に就任させられてしまう。
大牙涼（たいが りょう）〈25〉
演 - 志尊淳
「株式会社リレーション・ゲート」マーケティング部→「株式会社リレーション・フーズ」企画・マーケティング担当。
社内で募っていた企画書のコンペに参加したものの、雛子の案に破れ、不本意ながらも「リレーション・フーズ」へ出向することとなり、彼女の部下となる。
浅海寛人（あさみ ひろと）〈38〉
演 - 松田翔太
「株式会社リレーション・ゲート」代表取締役社長。
自身の担当秘書であった雛子の企画書を見て、彼女を「リレーション・フーズ」の社長に抜擢する。

### 株式会社リレーション・フーズ
社長の雛子を始め、人員が本社からの出向組で構成されている。
宮内剛（みやうち つよし）〈47〉
演 - 荒川良々
総務→代表取締役社長（最終話）
深山和湖（みやま わこ）〈40〉
演 - 山田真歩
経理。
田辺和真（たなべ かずま）〈37〉
演 - 忍成修吾
営業。
2児の父。

### 株式会社リレーション・ゲート
葛原啓次郎（くずはら けいじろう）〈42〉
演 - 坪倉由幸（我が家）
専務取締役→代表取締役（９話・最終話途中）→退職
寛人と共に「リレーション・ゲート」を設立した。
水科柚（みずしな ゆず）〈23〉
演 - 片山友希
総務部秘書課所属。
雛子の社長就任により、寛人の新たな担当秘書を務めることとなる。

### プチボナール（セゾンヌヴェル）
寛人が買収し、リレーション・フーズが立て直しを図ろうとする創業50年を迎えたフレンチレストラン。
古賀道夫（こが みちお）〈52〉
演 - 神保悟志
シェフ。
自身を始めとする店の面々が買収の話を聞かされていなかったことなどから、当初は店舗の抜本的なリニューアルに反発する。
伊藤孝志（いとう たかし）〈29〉
演 - 坂本慶介
スーシェフ。
萩尾慧（はぎお けい）〈23〉
演 - 松岡広大
見習いシェフ。
ホールスタッフ
演 - 福地清、長尾卓也

### その他
佐々川知美（ささがわ ともみ）〈30〉
演 - 夏帆
雛子の高校時代からの親友で、一児の母親。その後リレーション・フーズに入社し、雛子の部下になる。
佐々川航（ささがわ わたる）
演 - 佐藤遙灯
知美の息子。
野上豪（のがみ ごう）〈27〉
演 - 笠松将
「株式会社野上フーズホールディングス」企画戦略部部長。
同社の令息。
桧山凛々子（ひやま りりこ）〈38〉
演 - 優香（第2話 - ）
フリーランスの経営コンサルタント。
高梨令子（たかなし れいこ）
演 - 草刈民代（第6話）
雛子の母。
佐々川正弘（ささがわ まさひろ）
演 - 鈴之助（第7話）
知美の夫。
大牙光
演 - 大倉空人（第8話）
大牙涼の弟。
大牙陽子
演 - 加藤貴子（第8話）
大牙涼の母。

### ゲスト

#### 第2話
江口拓海
演 - 石塚錬
雛子が公園で出会った少年
江口薫　
演 - 指出瑞貴
拓海の母。

#### 第3話
加賀美
演 - 浅香航大
雛子の高校時代の同級生。
堂島
演 - 瀬戸カトリーヌ
美容師。
アヤカ
演 - 野村麻純
雛子の高校時代の同級生。
マナミ
演 - 龜田七海
雛子の高校時代の同級生。
サチコ
演 - うらじぬの
雛子の高校時代の同級生。

#### 第4話
島本春乃
演 - 南野陽子
伝説のワイン「マ・セゾン・プレフェレ」の醸造元のワイナリーを営む。

#### 第7話
五十嵐
演 - 大塚宣幸
月浜商事社員。プチボナールとヴェールマーケットとのコラボを提案する。

## スタッフ
- 脚本 - 渡邉真子
- 演出 - 猪股隆一、狩山俊輔 ほか
- 音楽 - 河野伸
- 主題歌 - ENHYPEN『Always』（ユニバーサルミュージック）[19]
- 料理監修 - 宍倉たける
- スイーツ監修 - 西田善孝
- 劇中料理 -  赤堀料理学園
- プロット協力 -  本田隆朗
- チーフプロデューサー - 加藤正俊
- プロデューサー - 鈴木亜希乃、柳内久仁子（AX-ON）
- 制作協力 - AX-ON
- 製作著作 - 日本テレビ

## 放送日程
| 話数                                                                         | 放送日  | サブタイトル                                                               | 演出     | 視聴率 |
| ---------------------------------------------------------------------------- | ------- | -------------------------------------------------------------------------- | -------- | ------ |
| 第1話                                                                        | 1月12日 | 出世欲ナシ今どき30歳OLが突然社長に!? 全く新しい爽快お仕事ドラマ開幕        | 猪股隆一 | 8.9%   |
| 第2話                                                                        | 1月19日 | 店に客が来ない!! 新米社長に降りかかる経営ピンチ… 生意気な部下と直接対決!?  | 猪股隆一 | 7.1%   |
| 第3話                                                                        | 1月26日 | 恋と仕事は両立できる!? 新米社長に突然、恋の予感… 女の幸せって一体なに?     | 猪股隆一 | 7.9%   |
| 第4話                                                                        | 2月02日 | 新米社長、夫婦の絆に涙… 部下と出張で同部屋 今夜、仕事も恋も緊急事態発生!?  | 狩山俊輔 | 7.4%   |
| 第5話                                                                        | 2月09日 | 新米社長、リーダーシップに悪戦苦闘!? バックハグで三角関係も怒涛の急展開!!  | 狩山俊輔 | 7.7%   |
| 第6話                                                                        | 2月16日 | 新米社長の母が登場!! 職場見学で仕事も恋もかき乱す!? まさかの彼にハグされて | 猪股隆一 | 6.2%   |
| 第7話                                                                        | 2月23日 | 新米社長、仕事と家庭の両立でピンチの社員を救う!! ツンデレ部下が突然キス!?  | 狩山俊輔 | 7.5%   |
| 第8話                                                                        | 3月02日 | 新米社長、部下の裏切りで大ピンチに!? 会社も大損… あのキスも全部ウソなの?   | 狩山俊輔 | 7.8%   |
| 第9話                                                                        | 3月09日 | 新米社長、憧れの上司が解任され大ピンチ!! 行き場のない彼が家に… 同棲開始!?  | 久保田充 | 8.0%   |
| 最終話                                                                       | 3月16日 | 新米社長、会社も恋もすべて失う!? 流され続けたヒロインが自分の幸せ決断      | 猪股隆一 | 8.3%   |
| 平均視聴率 7.7% （視聴率はビデオリサーチ調べ、関東地区・世帯・リアルタイム） |         |                                                                            |          |        |